# Al cuarteo

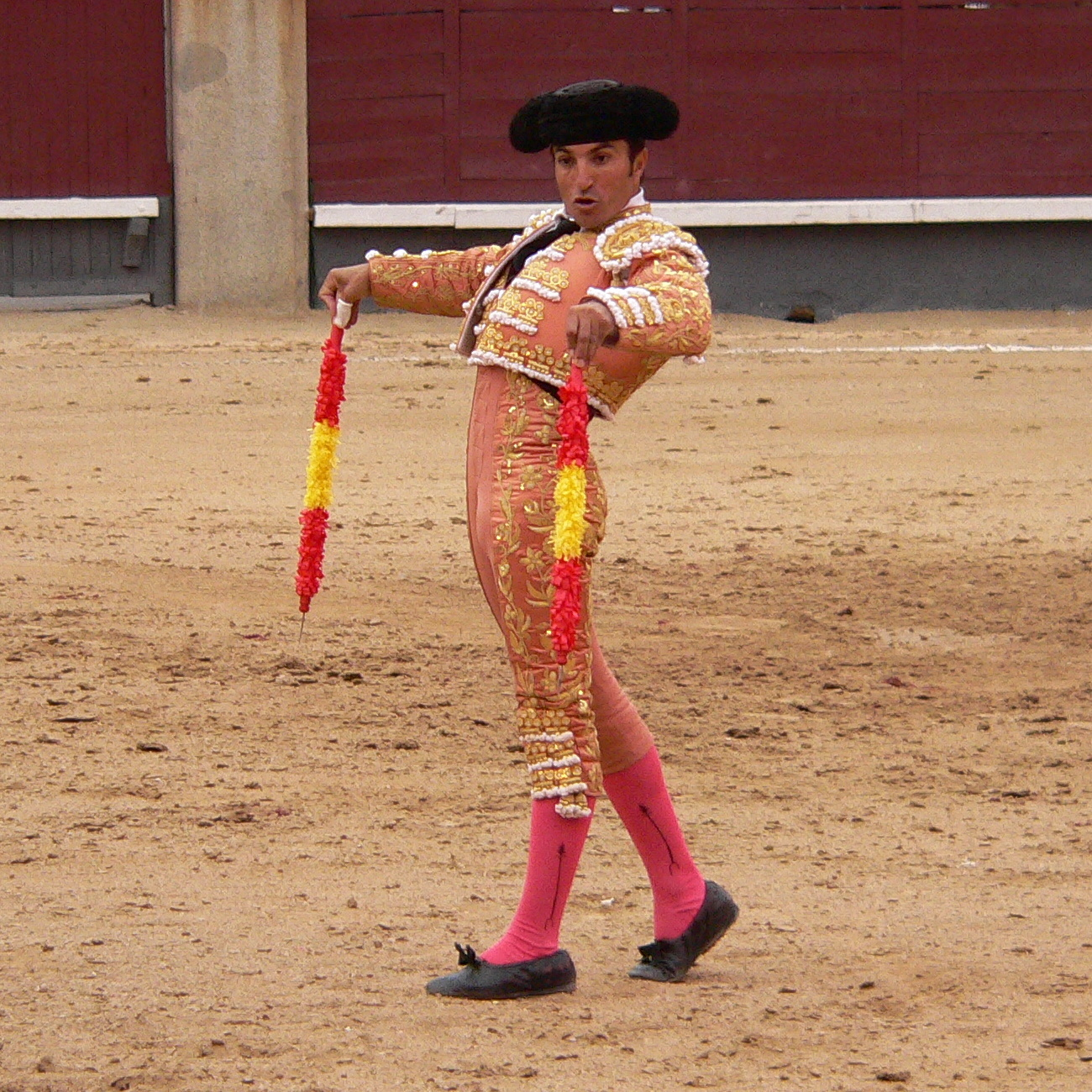
« El Fundi » se prépare à poser les banderilles al cuarteo dans les arènes de Las Ventas de Madrid

Dans le monde de la tauromachie, al cuarteo (« axe de la charge ») désigne une manière de « poser », « planter » ou « clouer » les banderilles en partant du centre de l'arène pour se porter à la rencontre du taureau (à ne pas confondre avec sa variante de poder a poder moins risquée).

## Présentation
Le taureau ayant été éloigné du centre de l'arène par les péons, le banderillero  fixe l'attention de l'animal en marchant vers lui « à pas comptés ». Quand le taureau commence sa charge, le torero parcourt un arc de cercle pour couper la trajectoire de l'animal en sorte qu'au moment du croisement, l'homme soit devant la tête du taureau. Il doit alors se jeter dans le berceau des cornes (cuadrarse en la cabeza) et poser les banderilles. Il s'agit là d'une manœuvre en « terrain inversé », l'homme étant au centre, sur le terrain du taureau tandis que près des barrières, l'animal est sur le terrain de l'homme.

## Divergences d'experts
La traduction-même du mot « cuarteo » varie d'un historien à l'autre :  « axe de la charge » pour Claude Popelin, « écart »  ou « arc de cercle »  pour Casanova-Dupuy.
Selon Auguste Lafront  « al cuarteo » et «  al quiebro » sont « les deux manœuvres essentielles du tercio de banderilles. », alors que Paul Casanova et Pierre Dupuy considèrent que al cuarteo est une « manœuvre courante », tout comme René Bérard qui conteste la version de Claude Popelin sur les questions de trajectoire et de terrain.